# Петковшек, Митя
Митя Петковшек (словен. Mitja Petkovšek, родился 6 февраля 1977 года в Любляне) — словенский гимнаст, выступавший на брусьях; четырёхкратный чемпион Европы и двукратный чемпион мира.

## Карьера гимнаста
Петковшек начал выступать в возрасте 6 лет. Является одним из самых успешных в истории гимнастов, когда-либо выступавших на брусьях. Дважды выступал на Олимпийских играх в 2000 и 2008 годах (в финале соревнований на брусьях в 2008 годах финишировал пятым). Чемпион Европы: 2000, 2006, 2007 и 2008. Чемпион мира: 2005 и 2007. В 2005 году он был признан лучшим спортсменом года в Словении, в 2008 — лучшим гимнастом Словении. Лучший спортсмен Любляны: 1997, 1998, 2002 и 2005.
В 2009 и 2010 годах Митя пропустил почти все соревнования по причине травм. Карьеру гимнаста завершил в 2015 году после жалоб на боли в спине.

## Личная жизнь
Супруга — Мойца Роде, бывшая гимнастка (художественная гимнастика). Дети: Гайе и Асье. Получил высшее экономическое образование в университете Любляны. Является одним из активистов зелёного движения, построил даже свой собственный экологически чистый дом, который использует альтернативные источники энергии для отопления.